# Карл Губмайр
Карл Губмайр (нім. Karl Hubmair; 16 серпня 1888, Відень — 13 липня 1950, Лінц) — австро-угорський, австрійський і німецький військовий ветеринар, доктор ветеринарії, генерал-майор ветеринарної служби вермахту. 

## Біографія
Учасник Першої світової війни, після завершення якої продовжив службу в австрійській армії. Після аншлюсу 15 березня 1938 року автоматично перейшов у вермахт. В 1939/43 роках — дивізійний ветеринар 45-ї піхотної дивізії. В 1944/45 роках — головний ветеринар при головнокомандувачі вермахтом в Данії

## Звання
- Оберстлейтенант ветеринарної служби (1 червня 1935)
- Оберст ветеринарної служби (1 червня 1939)
- Генерал-майор ветеринарної служби (20 квітня 1945)

## Нагороди
- Пам'ятний хрест 1912/13
- Золотий хрест «За цивільні заслуги» (Австро-Угорщина) з мечами
- Пам'ятна військова медаль (Австрія) з мечами
- Хрест «За вислугу років» (Австрія) 2-го класу для офіцерів (25 років)
- Пам'ятна військова медаль (Угорщина) з мечами
- Почесний хрест ветерана війни з мечами
- Медаль «За вислугу років у Вермахті» 4-го, 3-го, 2-го і 1-го класу (25 років)